# Camp-Perrin
Camp-Perrin este o comună din arondismentul Les Cayes, departamentul Sud, Haiti, cu o suprafață de 133,77 km2 și o populație de 40.962 locuitori (2009).